# Манихино (Ленинградская область)
Манихино — деревня в Пашском сельском поселении Волховского района Ленинградской области.

## История
На карте Санкт-Петербургской губернии Ф. Ф. Шуберта 1834 года упоминается деревня Манихина, состоящая из 26 крестьянских дворов.

МАНИХИНО — деревня принадлежит Казённому ведомству, число жителей по ревизии: 100 м. п., 82 ж. п. (1838 год)

На карте Ф. Ф. Шуберта 1844 года отмечена деревня Манихина из 26 дворов.

МАНИХИНО — деревня Ведомства государственного имущества, по почтовому тракту, число дворов — 34, число душ — 105 м. п. (1856 год)

МАНИХИНО — деревня казённая при колодце, число дворов — 38, число жителей: 94 м. п., 109 ж. п.

Часовня православная. Почтовая и обывательская станция (1862 год)

Сборник Центрального статистического комитета описывал её так:

МАНИХИНА — деревня бывшая государственная, дворов — 33, жителей — 170; часовня, почтовая станция. (1885 год)

Согласно епархиальным сведениям 1899 года деревня относилась к приходу церкви Рождества Христова Пашского погоста Новоладожского уезда в Надкопанье.
В конце XIX — начале XX века деревня административно относилась к Шахновской волости 3-го стана Новоладожского уезда Санкт-Петербургской губернии.
По данным «Памятной книжки Санкт-Петербургской губернии» за 1905 год деревня Манихино входила в состав Манихинского сельского общества.
В 1915 году в деревне Манихино была построена Троицкая церковь. Самостоятельный приход открыт 15 июня 1916 года. В приход входили деревни: Мартыново, Песчаница, Санино, Чутка, Карпино, Исаково, Прокшино.
С 1917 по 1919 год село Манихино входило в состав Манихинского сельсовета Шахновской волости Новоладожского уезда.
С 1920 года в составе Пашской волости Волховского уезда.
С 1927 года в составе Пашского района.
По данным 1933 года село Манихино являлось административным центром Манихинского сельсовета Пашского района Ленинградской области, в который входили 9 населённых пунктов: деревни Иевгово, Исково, Карпинская Горка, Манихино, Мартыново, Песчаницы, Прокшино, Сонино, Чутки, общей численностью населения 1859 человек.
По данным 1936 года в состав Манихинского сельсовета входили 10 населённых пунктов, 363 хозяйства и 7 колхозов.
В 1939 году была закрыта Троицкая церковь.

Деревня Манихино на карте 1940 года

С 1955 года в составе Новоладожского района.
В 1961 году население деревни Манихино составляло 247 человек.
С 1963 года в составе Волховского района.
По данным 1966 и 1973 годов деревня Манихино также входила в состав Манихинского сельсовета Волховского района и являлась его административным центром.
По данным 1990 года деревня Манихино входила в состав Пашского сельсовета.
В 1997 году в деревне Манихино Пашской волости проживали 114 человек, в 2002 году — 99 человек (русские — 98 %).
В 2007 году в деревне Манихино Пашского СП — 84, в 2010 году — 51 человек.

## География
Деревня расположена в северо-восточной части района на автодороге Р21 (E 105) «Кола» (Санкт-Петербург — Петрозаводск — Мурманск).
Расстояние до административного центра поселения — 6 км.
Расстояние до районного центра — 90 км.
В деревне находится остановочный пункт — железнодорожная платформа 187 км. Расстояние до железнодорожной платформы Иевково (184 км) — 1 км.

## Демография
| 1838 | 1862 | 1885 | 1997 | 2002 | 2007 | 2010 |
| ---- | ---- | ---- | ---- | ---- | ---- | ---- |
| 182  | ↗203 | ↘170 | ↘114 | ↘99  | ↘84  | ↘51  |
| 2012 | 2017 |      |      |      |      |      |
| ↗55  | ↘43  |      |      |      |      |      |

### Национальный состав
Согласно данным Всероссийской переписи населения 2021 года в деревне проживали 46 человек, из них:
 русские — 44, белорусы — 1, осетины — 1 человек.